# Paul Acket Award
De Paul Acket Award is een muziekprijs die jaarlijks, in diverse categorieën, wordt uitgereikt tijdens het North Sea Jazz Festival en is vernoemd naar de oprichter van het festival, Paul Acket. Tot en met 2005 heette de prijs de Bird Award en was zij vernoemd naar Charlie 'Bird' Parker. 
De organisatie van North Sea Jazz wil met de Paul Acket Award aandacht geven aan getalenteerde jazzmuzikanten die aan het begin van hun carrière staan. De ereprijs wordt verleend aan musici die al bekend zijn binnen het jazzcircuit, maar nog niet bij het grote publiek. De winnaar ontvangt een trofee en een geldbedrag van € 5000.

## Winnaars
Paul Acket Award-winnaars
- 2025 - Sun-Mi Hong
- 2024 - Kit Downes
- 2023 - Eve Risser
- 2022 - Kris Davis
- 2019 - Julian Lage
- 2018 - Kaja Draksler
- 2017 - Donny McCaslin
- 2016 - Cécile McLorin Salvant
- 2015 - Tigran Hamasyan
- 2014 - Ambrose Akinmusire
- 2013 - Anat Cohen, eervolle vermelding voor Kris Davis en Wolfert Brederode.
- 2012 - Craig Taborn
- 2011 - Arve Henriksen
- 2010 - Christian Scott, Quincy Jones
- 2009 - Stefano Bollani, Cees Schrama
- 2008 - Adam Rogers
- 2007 - Gianluca Petrella, Dick Bakker
- 2006 - Han Reiziger, Conrad Herwig

Bird Award-winnaars
- 2005 - Jos Acket, Ben Allison
- 2004 - Rudy Van Gelder, Martijn van Iterson
- 2003 - Pat Metheny, Rob Madna, Perico Sambeat
- 2002 - Joe Zawinul, Eric Vloeimans
- 2001 - Toon Roos
- 2000 - J.J. Johnson, Michael Moore, Gerry Teekens
- 1999 - Cecil Taylor, Henk Meutgeert, Dick de Winter
- 1998 - Max Roach, Hein van de Geyn, Aad Bos
- 1997 - Clark Terry, Jasper van 't Hof, Greetje Kauffeld
- 1996 - Ray Brown, Cees Slinger, Pim Jacobs
- 1995 - Lionel Hampton, Toots Thielemans, Ernst Reijseger
- 1994 - Ornette Coleman, Pierre Courbois, Dutch Swing College Band
- 1993 - Sonny Rollins, Hans Dulfer, Paul Acket
- 1992 - Norman Granz, Michiel de Ruyter, Pete Felleman
- 1991 - Barry Harris, Rita Reys, Frans Elsen
- 1990 - Stan Getz, Philip Catherine, Ruud Brink
- 1989 - Art Blakey, John Surman, Misha Mengelberg
- 1988 - Dizzy Gillespie, Stéphane Grappelli, Willem Breuker
- 1987 - Benny Carter, Niels-Henning Ørsted Pedersen, Piet Noordijk
- 1986 - David Murray, Martial Solal, Rein de Graaff
- 1985 - Miles Davis, Albert Mangelsdorff, John Engels, Han Bennink